# Tanel Laanmäe
Tanel Laanmäe (Tõrva, 29 settembre 1989) è un giavellottista estone.

## Progressione
- 2006 – 69,37 m
- 2007 – 76,35 m
- 2008 – 75,93 m
- 2009 – 81,96 m
- 2010 – 77,93 m
- 2011 – 78,18 m
- 2012 – 80,75 m
- 2013 – 81,05 m
- 2014 – 81,16 m
- 2015 – 83,82 m
- 2016 – 85,04 m
- 2017 – 82,58 m

## Palmarès
| Anno | Manifestazione    | Sede           | Evento                 | Risultato | Prestazione | Note |
| ---- | ----------------- | -------------- | ---------------------- | --------- | ----------- | ---- |
| 2006 | Mondiali juniores | Pechino        | Lancio del giavellotto | 29º (q)   | 62,07 m     |      |
| 2007 | Europei juniores  | Hengelo        | Lancio del giavellotto | 7º        | 70,33 m     |      |
| 2008 | Mondiali juniores | Bydgoszcz      | Lancio del giavellotto | 9º        | 68,88 m     |      |
| 2009 | Europei juniores  | Kaunas         | Lancio del giavellotto | 21º (q)   | 68,88 m     |      |
| 2009 | Mondiali          | Berlino        | Lancio del giavellotto | nm (q)    | nm (q)      |      |
| 2011 | Europei under 23  | Ostrava        | Lancio del giavellotto | 8º        | 73,20 m     |      |
| 2012 | Europei           | Helsinki       | Lancio del giavellotto | 24º (q)   | 71,87 m     |      |
| 2014 | Europei           | Zurigo         | Lancio del giavellotto | 18º (q)   | 71,87 m     |      |
| 2015 | Universiadi       | Gwangju        | Lancio del giavellotto | Oro       | 81,71 m     |      |
| 2015 | Mondiali          | Pechino        | Lancio del giavellotto | 13º (q)   | 80,65 m     |      |
| 2016 | Europei           | Amsterdam      | Lancio del giavellotto | 15º (q)   | 80,65 m     |      |
| 2016 | Giochi olimpici   | Rio de Janeiro | Lancio del giavellotto | 18º (q)   | 80,45 m     |      |
| 2017 | Mondiali          | Londra         | Lancio del giavellotto | 25º (q)   | 76,41 m     |      |
| 2018 | Europei           | Berlino        | Lancio del giavellotto | 15º (q)   | 77,21 m     |      |